# Утицај рударства на околину
Утицаји рударства на животну средину могу се појавити на локалним, регионалним и глобалним разинама кроз директне и индиректне рударске праксе. Утицаји могу резултирати ерозијом, вртачама, губитком биолошке разноликости или загађивањем тла, подземних и површинских вода хемикалијама које се испуштају из процеса рударства. Ови процеси такође утичу на атмосферу од емисије угљеника који утичу на квалитет здравља људи и биодиверзитет. Неке методе рударства могу имати тако значајне утицаје на животну средину и здравље да рударске компаније у неким земљама морају поштовати строге кодексе заштите животне средине и рехабилитације како би осигурале да се минирано подручје врати у првобитно стање. 

## Ерозија
Ерозија изложених падина, насипа рудника, брана и јаких резултирајућих замуљивања потока и река може значајно утицати на околна подручја, што је први пример гигант Ок Теди у Папуи Новој Гвинеји . У дивљинама, рударство може проузроковати уништавање екосистема и станишта, а у подручјима узгоја може пореметити или уништити продуктивну испашу и оранице . 

## Вртача
Вртача на руднику или у близини њега обично је узрокован пропадом кровног рудника из вађења ресурса, слабом насипањем или геолошким дисконтинуитетима. Преоптерећеност на месту рудника може да створи шупљине у подземљу или стени, које могу да се насују песком и земљом са изнад слојева. Ове шупљине у прегради могу потенцијално да се удубе, формирајући дубину на површини. Нагли пад земље ствара велику депресију на површини без упозорења, ово може бити озбиљно опасно по живот и имовину. Отвори на руднику могу се ублажити правилним дизајном инфраструктуре као што су рударске потпоре и боља изградња зидова како би се створила баријера око подручја склоног вртачама. Поновно пуњење и фугирање могу се извршити за стабилизацију напуштених подземних обрада.

## Загађење воде
Ископавање може имати штетне утицаје на околне површинске и подземне воде. Ако се не предузму одговарајуће мере предострожности, неприродно високе концентрације хемикалија, попут арсена, сумпорне киселине и живе на значајном подручју површинске или подземне воде. Са великом количином воде која се користи за одвођење мина, хлађење рудника, вађење воде и остале процесе рударства, повећава се потенцијал ове хемикалије да контаминирају подземне и површинске воде. Како рударство ствара велике количине отпадних вода, методе збрињавања су ограничене због загађења унутар отпадних вода. Отпад који садржи ове хемикалије може довести до опустошења околне вегетације. Одлагање отвора у површинске воде или у пуно шума што је најгора опција. Стога се уклањање подморница сматра најбољом опцијом (ако се отпад пумпа на великој дубину). Складиштење земље и поновно пуњење рудника након што су га испразнили још боље, ако није потребно да се шуме чисте за складиштење отпадака. Загађивање слива који настаје због цурења хемикалија такође има утицаја на здравље локалног становништва . 
У добро уређеним рудницима хидролози и геолози пажљиво мере меру воде како би предузели мере предострожности како би се искључила било каква контаминација воде која би могла бити проузрокована операцијама рудника. Минимизирање деградације животне средине примењује се у америчким рударским праксама савезним и државним законом, ограничавајући оператере да испуњавају стандарде заштите површинске и подземне воде од контаминације. То се најбоље постиже коришћењем процеса нетоксичне екстракције као биоизлеђивања .

### Одвод киселих стена
Подземна експлоатација често напредује испод водног стола, тако да вода мора бити стално испумпана из рудника како би се спречиле поплаве. Када се рудник напусти, испумпавање престаје и вода поплављава рудник. Ово увођење воде је почетни корак у већини случајева одводња киселих стена. 
Испуштање киселих стена природно се јавља у неким окружењима као део процеса метежа стена, али је погоршано великим поремећајима земље карактеристичним за рударство и друге велике грађевинске активности, обично унутар стена које садрже много сумпорних минерала. Подручја где је земља узнемирена (нпр. Градилишта, поделектори и саобраћајни ходници) могу створити одвођење киселих стена. У многим локалитетима течност која се одводи из залиха угља, постројења за руковање угљем, испирање угља и врхови отпада угља може бити веома кисела, па се у таквим случајевима третира као одводњавање киселина из рудника (АМД). Иста врста хемијских реакција и процеса може се догодити кроз поремећај киселих сулфатних тла формираних у обалним или естуаринским условима након последњег великог подизања нивоа мора, и представља сличну опасност по животну средину. 
Пет главних технологија које се користе за надгледање и контролу протока воде на рудничким налазиштима су диверзијски системи, задржавајући језерци, црпни системи подземне воде, сустави подземне одводње и подземне баријере. У случају АМД, контаминирана вода се обично пумпа у постројење за третман које неутралише загађиваче. Прегледом изјава о утицају на животну средину из 2006. године утврђено је да су "предвиђања квалитета воде направљена након разматрања ефеката ублажавања у великој мери потценила стварне утицаје на подземне воде, пропусте и површинске воде".

### Тешки метали
Растварање и транспорт метала и тешких метала отицањем и подземном водом је још један пример еколошких проблема са рударством, као што је Рудник Британиа, бивши рудник бакра у близини Ванкувера, Британска Колумбија. Тар Крек, напуштено рударско подручје у Пикер-у, Оклахома, које је сада налазиште суперфунда Агенције за заштиту животне средине, такође пати од загађења тешким металима. Вода у руднику која садржи растворене тешке метале, као што су олово и кадмијум, исцурила је у локалне подземне воде и контаминирала је. Дуготрајно складиштење јалова и прашине може довести до додатних проблема, јер се лако могу нестати ветром, као што се догодило у Скоуриотици, напуштеном руднику бакра на Кипру . Промјене у животној средини као што су глобално загријавање и појачана рударска активност могу повећати садржај тешких метала у седиментима потока.

## Утицај на биодиверзитет
Имплантација мина је главна модификација станишта, а мања узнемиравања јављају се у већем обиму од локације експлоатације, на пример контаминација остатака минско-отпадак животне средине. Нежељени ефекти могу се приметити дуго након завршетка рада мина. Уништавање или драстична модификација оригиналног налазишта и ослобађање антропогених супстанци могу имати велики утицај на биолошку разноликост на том подручју. Уништавање станишта је главна компонента губитка биолошке разноликости, али директно тровање узроковано минско-вађеним материјалом и индиректно тровање храном и водом такође могу утицати на животиње, вегетацију и микроорганизме. Модификација станишта као што су промена пх вредности и температуре узнемирава заједнице у окружењу. Ендемске врсте су посебно осетљиве јер захтевају веома специфичне услове окружења. Разарање или мала модификација станишта доводи их у опасност од изумирања . Станишта се могу оштетити ако нема довољно земаљског производа, као и нехемијских производа, попут великих стијена из рудника који се одбацују у околни крајолик без бриге о утицају на природно станиште.
Зна се да концентрације тешких метала опадају с одмаком од рудника, а ефекти на биодиверзитет имају исти образац. Утицаји могу увелико варирати у зависности од покретљивости и биорасположивости контаминанта : мање покретни молекули остат ће инертни у окружењу, док ће се високо покретни молекули лако пребацити у друго одјељење или ће их организми преузети. На пример, спецификација метала у седиментима може да модификује њихову биорасположивост, а самим тим и њихову токсичност за водене организме.
Биомагнификација игра важну улогу у загађеним стаништима: рударски утицаји на биолошку разноликост, уз претпоставку да ниво концентрације није довољно висок да би директно убили изложене организме, требало би да буде већи за врсте које се налазе на врху ланца исхране због ове појаве.
Неповољни ефекти рударства на биолошку разноликост у великој мери зависе од природе контаминанта, нивоа концентрације код којег се може наћи у околини и природе самог екосистема . Неке су врсте прилично отпорне на антропогене поремећаје, док ће неке потпуно нестати из контаминиране зоне. Чини се да само време не дозвољава да се станиште потпуно опорави од контаминације. Пракса санације изискује време, и у већини случајева неће омогућити опоравак првобитне разноликости која је постојала пре рударских активности . 

## Водени организми
Рударска индустрија може на различите начине утицати на водену биодиверзитет. Један од начина може бити директно тровање; већи ризик за то настаје када су контаминанти мобилни у седименту или су биорасположиви у води. Одводњавање мина може да модификује пх вредност воде што отежава разликовање директног утицаја на организме од утицаја изазваних променама пх вредности. Ипак, ефекти се могу приметити и доказати да их узрокују модификације пх вредности. Контаминанти такође могу утицати на водене организме путем физичких утицаја: токови са високом концентрацијом суспендоване светлости седимента, смањујући тако биомасу алги. Таложење металних оксида може ограничити биомасу превлачењем алги или њиховим супстратом и на тај начин спречити колонизацију. 
Фактори који утичу на заједнице на локацијама за одводњу киселинских рудника варирају привремено и сезонски: температура, количина кише, пх вредност, засољеност и количина метала, све дугорочно показују варијације, и могу снажно утицати на заједнице. Промене пх вредности или температуре могу утицати на растворљивост метала, а самим тим на биорасположиву количину која директно утиче на организме. Штавише, контаминација се наставља временом: деведесет година након затварања рудника пирита, пх воде је и даље веома низак, а популација микроорганизама састојала се углавном од ацидофилних бактерија.
Једна велика студија случаја која се сматрала изузетно токсичном за водене организме била је контаминација која се догодила у заливу Минамата . Метил-жива је у отпадне воде пуштена од стране индустријске хемијске компаније, а болест звана Минамата-болест откривена је у Кумамоту у Јапану. То је резултирало тровањем живе живом рибом и шкољкама, а контаминирало је околне врсте, а многе су од њих умрле и утицало је на сваког ко је јео контаминирану рибу. 

### Микроорганизми
Заједнице алги су мање разнолике у киселој води која садржи високу концентрацију цинка, а стрес одводње мина смањује њихову примарну производњу. Заједница дијатома је увелике модификована било којом хемијском променом, пх вредност фитопланктонског састава, а висока концентрација метала умањује обиље планктонских врста. Неке врсте дијатома могу расти у седиментима са високом концентрацијом метала. У седиментима близу површине, цисте пате од корозије и јаког премаза. У веома загађеним условима, укупна биомаса алги је прилично ниска, а планктонска дијатомска заједница недостаје. У случају функционалног комплементарног, могуће је да маса фитопланктона и зоопланктона остане стабилна. 

### Макроорганизми
Заједнице водених инсеката и ракова модификоване су око рудника, што резултира ниском трофичном потпуности и њиховом заједницом доминирају предатори. Међутим, биодиверзитет макроинвертерата може остати висок ако се осетљиве врсте замене толерантним. Када се разноликост унутар подручја смањи, понекад не постоји ефекат контаминације потока на обиље или биомасу, што говори да толерантне врсте које обављају исту функцију заузимају место осетљивих врста на загађеним местима. Смањење пх вредности поред повишене концентрације метала може такође имати штетне ефекте на понашање макроинвертебраната, показујући да директна токсичност није једино питање. На рибу такође могу утицати пх вредности, температурне разлике и хемијске концентрације. 

## Земаљски организми

### Вегетација
Текстура тла и садржај воде могу се увелике модифицирати на узнемиреним местима, што доводи до промена у заједници биљака на том подручју. Већина биљака има толеранцију на ниске концентрације метала у тлу, али осетљивост се разликује међу врстама. На разноликост траве и укупну покривеност мање утиче велика концентрација контаминаната од плодова и грмља . Одбацивање рудних отпадних материја или трагови услед рударске активности могу се наћи у близини рудника, понекад далеко од извора. Установљене биљке се не могу одмакнути од узнемирености и на крају ће умрети ако је њихово станиште загађено тешким металима или металоидима у концентрацији која је превише повишена за њихову физиологију. Неке су врсте отпорније и преживеће ове нивое, а неке неродне врсте које могу поднети ове концентрације у тлу мигрираће у околне рудничке земље како би заузеле еколошку нишу . 
Биљке могу бити погођене директним тровањем, на пример, садржај арсена у тлу смањује разноликост бриофита . Закисељавање тла путем смањења пх вредности хемијском контаминацијом такође може довести до смањеног броја врста. Контаминанти могу да модификују или узнемире микроорганизме, на тај начин мењајући расположивост хранљивих састојака, узрокујући губитак вегетације у том подручју. Неке корене дрвећа скрећу се са дубљих слојева тла како би се избегла контаминирана зона, па им недостаје сидрење унутар дубоких слојева тла, што резултира потенцијалним избацивањем ветра када њихова висина и тежина пуцања порасту. Генерално, истраживање корена је смањено на контаминираним подручјима у поређењу са онима који нису загађени. Разноликост биљних врста остаће мања на опорављеним стаништима него у неометаним подручјима. 
Узгојене културе могу бити проблем у близини рудника. Већина усева може расти на слабо контаминираним локацијама, али принос је углавном мањи него што би то био случај у редовним условима узгоја. Биљке такође имају тенденцију да акумулирају тешке метале у својим аеријским органима, што може водити људском уносу путем воћа и поврћа. Редовна конзумација контаминираних култура може довести до здравствених проблема насталих услед дуготрајне изложености металу. Цигарете направљене од узгоја дувана на контаминираним локацијама такође могу имати штетне ефекте на људску популацију, јер дуван има тенденцију накупљања кадмијума и цинка у својим лишћима. 

### Животиње
Уништавање станишта је једно од главних питања рударских активности. Огромна подручја природног станишта уништавају се током изградње и експлоатације рудника, што присиљава животиње да напусте локацију.
Животиње се могу отровати директно минским производима и остацима. Биоакумулација у биљкама или мањим организмима које једу такође може довести до тровања: коњи, козе и овце изложени су у одређеним подручјима потенцијално токсичној концентрацији бакра и олова у трави. Постоји мање врста мрава у тлу које садржи висок ниво бакра, у близини рудника бакра. Ако се нађе мање мрава, веће су шансе да су високи нивои бакра такође под јаким утицајем на друге организме који живе у околном пејзажу. Мрави имају добру ппроцену да ли је неко подручје уобичајено јер живе директно у тлу и на тај начин су осетљиви на поремећаје околине. 

### Микроорганизми
Микроорганизми су изузетно осетљиви на модификације животне средине, као што су модификовани пх вредност, промене температуре или хемијске концентрације у складу са њиховом величином. На пример, присуство арсена и антимона у тлима довело је до смањења укупних бактерија у земљи. Као што је осетљивост на воде, мала промјена пх вредности тла може изазвати уклањање загађивача, поред директног утицаја на организме оцетљиве на пх вредност. 
Микроорганизми имају широку палету гена међу својом укупном популацијом, тако да постоји већа шанса за опстанак врсте због гена отпорности или толеранције у којима поседују неке колоније, све док модификације нису претерано екстремне. Ипак, опстанак у тим условима ће подразумевати велики губитак генске разноликости, што ће резултирати смањеним потенцијалом за прилагођавањем на следеће промене. Неразвијено тло на подручјима контаминираним тешким металима могло би бити знак смањене активности микрофауне и микрофлоре тла, што указује на смањени број јединки или на смањену активност. Двадесет година након поремећаја, чак и у подручју рехабилитације, микробна биомаса је још увек у великој мери смањена у поређењу са неометаним стаништом.
Гљиве арбускуларне микоризе су посебно осетљиве на присуство хемикалија, а тло је понекад толико узнемирено да се више не могу повезати са биљкама коријена. Међутим, неке гљиве поседују способност накупљања нечистоћа и способност чишћења тла променом биодизибилности загађивача, ово може заштитити биљке од потенцијалних штета које могу изазвати хемикалије. Њихово присуство на контаминираним локацијама може спречити губитак биолошке разноликости услед загађења минским отпадом, или омогућити биоремедијацију, уклањање нежељених хемикалија са контаминираних тла. Супротно томе, неки микроби могу погоршати животну средину: што може довести до повишеног СО4 у води и такође може повећати производњу микрофона водоник-сулфида, токсина за многе водене биљке и организме. 

## Отпад

### Јаловина
Процеси рударства стварају вишак отпадних материја познатих као јаловиште . Материјали који су преостали резултат су одвајања драгоцене фракције од неекономичне фракције руде. Ове велике количине отпада су мешавина воде, песка, глине и заосталог битумена. Отпаци од руде се обично чувају у природно постојећим долинама или великим бранама и насипним системима. Отпаци могу остати део активне рударске операције 30-40 година. Ово омогућава да се таложни депозити таложе или да се складиште и рециклирају. 
Отпаци руде имају велики потенцијал да оштете животну средину ослобађањем отровних метала испуштањем киселинских рудника или оштећењем водених дивљих животиња; обојица захтевају стално праћење и третман воде која пролази кроз брану. Међутим, највећа опасност од отпадака је оштећење бране. Отпаци руде обично настају локално напуњеним  (тло, груби отпад или прекомерно насипање рударским операцијама и јаловинама), а зидови бране су често изграђени да би се одржале веће количине јаловине. Недостатак регулације за критеријуме за пројектовање јаловинских отпадака је оно што ризикује животну средину због поплаве из јаловишта. 

### Одлагалиште
Одлагалиште (депонија) је гомила талога која је уклоњена са рудничког места током вађења угља или руде. Ови отпадни материјали сачињени су од обичног тла и стијена, са потенцијалом да буду контаминирани хемијским отпадом. Размази се много разликују од јалова, јер је то прерађени материјал који остаје након што су драгоцене компоненте извучене из руде. Сагоревање покварених врхова може се догодити прилично често јер старији врхови плијена имају тенденцију да буду лабави и врше се преко ивице хрпе. Пошто се плијен углавном састоји од угљеничног материјала који је високо запаљив, може се случајно запалити ватром за паљење или преливањем врућег пепела. Савети за плен често могу да се запале и оставе се да гори под земљом или унутар гомиле плијена више година. 

## Утицај загађења рудника на људе
Људи су такође погођени загађењем рудника. Много је болести које могу доћи из загађивача који се током процеса ископавања испуштају у ваздух и воду. На пример, током топљења се испуштају велике количине загађивача ваздуха, као што су суспендоване честице, СОк, честице арсена и кадмијума. Метали се обично емитују у ваздуху као честице. Постоје и бројне опасности по здравље са којима се рудари суочавају. Већина рудара пати од разних респираторних и кожних болести као што су азбестоза, силикоза или црна болест плућа . 
Штавише, један од највећих подскупа рударства који утиче на људе су загађивачи који заврше у води, што резултира лошим квалитетом воде . Око 30% света има приступ обновљивој слаткој води коју користе индустрије које стварају велике количине отпада који садрже хемикалије у разним концентрацијама и које се депонују у слатку воду. Забринутост активних хемикалија у води може представљати велики ризик за здравље људи, јер се може акумулирати у води и рибама. Извршена је студија о напуштеном руднику у Кини, руднику Дабаошан и тај рудник није био активан дуги низ година, али утицај начина на који се метали могу акумулирати у води и земљишту био је главна брига за суседна села . Због недостатка одговарајуће неге отпадних материја, процењује се да је 56% стопе смртности у регионима око тог рудног места, а многима је дијагностикован карцином једњака и рак јетре. То је резултирало да овај рудник до данас и даље негативно утиче на здравље људи кроз усеве и очигледно је да мора бити више мера за чишћење по околним областима. 

## Експлоатацију угља
Фактори заштите угља у индустрији не само да утичу на загађење ваздуха, управљање водама и коришћење земљишта, већ узрокују и тешке здравствене последице сагоревањем угља. Загађење ваздуха расте у броју токсина као што су жива, олово, сумпор диоксид, азотни оксиди и други тешки метали . Ово изазива здравствене проблеме које укључују тешкоће са дисањем и утиче на дивље животиње у околним областима којима је потребан чист ваздух да би се преживео. Будућност загађења ваздуха и даље остаје нејасна, јер је Агенција за заштиту животне средине покушала да спречи неке емисије, али не примењују мере контроле за сва постројења која производе ископавање угља . Загађење воде је још један фактор који се оштећује током овог процеса експлоатације угља, а пепео из угља се обично одводи у кишници која тече у већа водна подручја. Чишћење водених места која имају отпад од угља може потрајати и до 10 година, а потенцијално оштећење чисте воде може само отежати филтрацију. 

## Крчење шума
Отвором из ливеног отпада, прекомерно гориво, које може бити прекривено шумом, мора бити уклоњено пре него што рударство започне. Иако би крчење шума усљед рударства могло бити мало у поређењу с укупном количином, може довести до истребљења врста уколико постоји висок ниво локалног ендемизма . Животни циклус рудног угља један је од најпрљавијих циклуса који узрокује крчење шума због количине токсина и тешких метала који се ослобађају из тла и воде из окружења. Иако ефекти вађења угља потрају дуго времена како би се утицало на животну средину, изгарање угљена и пожари који могу изгорјети и деценијама могу ослободити летећи пепео и повећати стакленичке гасове . Тачније уклањање руда које могу уништити пејзаже, шуме и станишта дивљих животиња која се налазе у близини локација. Дрвеће, биљке и врх земље уклањају се с рударског подручја и то може довести до уништења пољопривредног земљишта . Надаље, када падну кише, пепео и други материјали се исперу у потоке који могу наштетити рибама. Ови утицаји се могу појавити и након завршетка рударског места што нарушава присуство земљишта и обнављање крчења шуме траје дуже него иначе јер је квалитет земљишта деградиран.

## Уљeни шкриљци
Нафтни шкриљац је седиментна стијена која садржи кероген из којег се могу стварати угљоводоници. Ископавање уљних шкриљаца утиче на животну средину и може наштетити биолошком земљишту и екосистему. Термичко загревање и сагоревање стварају много материјала и отпада, укључујући угљен диоксид и гасове са ефектом стаклене баште . Многи еколози су против производње и употребе уљних шкриљаца јер стварају велике количине стакленичких плинова. Међу загађењем ваздуха, загађење воде је огроман фактор, углавном због тога што се уљни шкриљци баве кисеоником и угљоводоницима . Постоје промене у пејзажу са рударским локацијама због ископавања нафтних шкриљаца и производње хемијским производима. Кретање тла унутар подручја подземног копања дугорочно је проблем јер узрокује нестабилна подручја. Подземно копање проузрокује нову формацију која може бити погодна за неки раст биљака, али може бити потребна рехабилитација.

## Ископавање песка
Ископавање песка и ископавање шљунка ствара велике јаме и пукотине у земљиној површини. Понекад се рударство може проширити тако дубоко да утиче на подземне воде, изворе и подземне бунаре. 

## Ублажавање
Да би осигурале довршавање рекултивације или обнављање минског земљишта ради будуће употребе, многе владе и регулаторни органи широм света захтевају да рударске компаније поставе обвезницу да се задржи у есцрову све док се продуктивност обновљеног земљишта не убедљиво покаже, мада су поступци чишћења више скупље од величине обвезнице, веза се може једноставно напустити. Од 1978. године рударска индустрија повратила је више од 2 милиона хектара (8.000)  km²) земље само у Сједињеним Државама. Ова обновљена земља обновила је вегетацију и дивљину у претходним рударским земљиштима и може се чак користити за узгој и узгој. 

## Специфичне локације
- Рудник Туи на Новом Зеланду
- Рудник Стоктон на Новом Зеланду
- Рудник пиритала Нортланд у Темагамију, Онтарио, Канада
- Рудник Серман у Темагамију, Онтарио, Канада
- Ок Рудник Теди у западној провинцији, Папуа Нова Гвинеја
- Беркелеи Пит
- Веал Јане рудник

## Филм и књижевност
- Спаљивање будућности: Угаљ у Америци
- Коал река
- Уклањање планинског врха
- Померање планина: Како једна жена и њена заједница добијају правду од великог угља
- Тар Крек
- Тројна прича